# 1939 în științifico-fantastic
- 1938 în științifico-fantastic — 1939 în științifico-fantastic — 1940 în științifico-fantastic

1939 în științifico-fantastic a implicat o serie de evenimente:
- Între 2 și 4 iulie, fanii americani au organizat în același timp cu Expoziția Universală de la New York (New York World's Fair) prima „Convenție Mondială Science Fiction” în New York.[1][2] Aceasta a fost prima convenție Worldcon, ea a fost denumită și Nycon I[2] de Forrest J Ackerman.[1]

## Nașteri și decese

### Nașteri
- Margaret Atwood
- Tor Åge Bringsværd

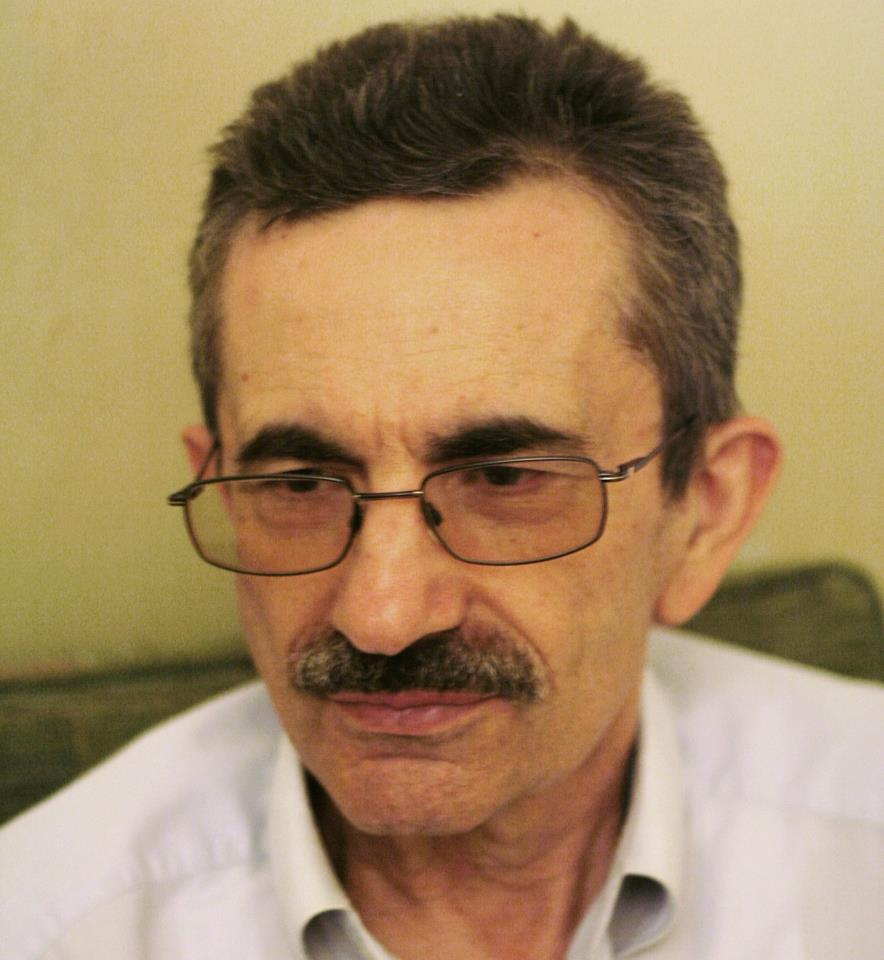
Voicu Bugariu, autor al unor romane ca Sfera (1973) sau Jocul zeilor (2017)

- Voicu Bugariu (pseudonime: Roberto R. Grant, Paul Antim)
- Suzy McKee Charnas
- Jo Clayton († 1998)
- Konrad Fiałkowski
- Dorothy Fontana (D. C. Fontana)
- M. A. Foster
- Uwe Friesel, Pseudonym von Urs Wiefele
- Norbert Loacker
- Sheila MacLeod
- Barry N. Malzberg
- David McDaniel († 1977)
- Barry P. Miller († 1980)
- Michael Moorcock
- Sydney J. Van Scyoc
- Hans Wolf Sommer († 1996)
- Jane Yolen

## Cărți

### Romane
- After Many a Summer de Aldous Huxley
- Almuric de Robert E. Howard
- The Death Guard de Philip George Chadwick
- Gray Lensman de E. E. Smith
- The Holy Terror de H. G. Wells
- Kapitán Nemo de J. M. Troska
- Lest Darkness Fall de L. Sprague de Camp
- Minions of the Moon de William Gray Beyer
- Sinister Barrier de Eric Frank Russell
- Odiseea navei Space Beagle -- The Voyage of the Space Beagle de A. E. van Vogt

## Filme
| Titlu                       | Regizor                         | Distribuție                                        | Țara                       | Sub-Gen /Note         |
| --------------------------- | ------------------------------- | -------------------------------------------------- | -------------------------- | --------------------- |
| Buck Rogers                 | Ford I. Beebe, Saul A. Goodkind | Larry "Buster" Crabbe, Jackie Moran                | Statele Unite ale Americii | Serial cinematografic |
| The Man They Could Not Hang | Nick Grinde                     | Lorna Gray, Robert Wilcox, Roger Pryor, Don Beddoe | Statele Unite ale Americii |                       |
| The Phantom Creeps          | Ford I. Beebe, Saul A. Goodkind | Bela Lugosi, Robert Kent, Dorothy Arnold           | Statele Unite ale Americii | Serial cinematografic |
|                             |                                 |                                                    |                            |                       |